# Attentats du 11 décembre 2007 à Alger
Les attentats d'Alger du 11 décembre 2007, sont une série d'attentats-suicides terroristes islamistes perpétrées à Alger par l'AQMI.
La première attaque a lieu à 9 h 30, une voiture piégée explose devant, le Conseil constitutionnel. 10 minutes plus tard, une seconde attaque a lieu contre la représentation de l'ONU à Alger, dans le quartier résidentiel de Hydra. Le bilan officiel des victimes fait état de 37 morts et au moins 177 blessés, parmi lesquelles 17 employés de l'ONU, selon un rapport rendu public le jour de l'attentat par Yazid Zerhouni, ministre de algérien l'Intérieur.
Cet attentat est le plus meurtrier depuis le triple attentat d'Amman perpétré par la branche irakienne d'Al-Qaïda le 9 novembre 2005, et qui avait causé la mort de 60 personnes. Il s'agit de la cinquième action terroriste perpétrée par ce groupe en Algérie pour l'année 2007.

## Contexte

### La loi de la réconciliation nationale
Le même groupe a communiqué les noms des deux kamikazes : il s'agit de Rabah Bechla (pour l'attentat qui a frappé le HCR), et de Larbi Charef (pour l'attentat qui visait le conseil constitutionnel). Le second avait été dans les années 1990 un membre du GIA  qui aurait bénéficié de amnistie accordée en 2006 dans le cadre de la loi pour la réconciliation nationale, ce qui a commencé à engendrer la polémique autour de cette politique menée depuis quelques années par le pouvoir algérien. À la suite des attentats d'Alger du 11 avril 2007, le ministre de l'Intérieur algérien, Yazid Zerhouni, avait déjà indiqué que selon lui ils étaient le fait de groupes qui, se sentant exclus du processus de réconciliation nationale, voulaient « perturber le processus politique de règlement de nos problèmes. »
Quoi qu'il en soit, le gouvernement algérien a indiqué que ces évènements ne remettraient pas en cause cette loi d'amnistie octroyée aux insurgés islamistes qui déposent les armes.
Lors de sa visite à Alger du 18 décembre 2007, le Secrétaire général de l'ONU, Ban Ki-moon, a exhorté à lutter contre le terrorisme, qualifié de « crime contre l'humanité », ce que certains commentateurs ont interprété comme étant un désaveu infligé à la politique de la réconciliation nationale d'Abdelaziz Bouteflika.

### Contexte social
L'éditorialiste d’El Watan, Djamel Zerrouk, a souligné que ces attentats prennent place dans un contexte social difficile, lié notamment à une brusque baisse du pouvoir d'achat, et aux débats qui ont lieu afin de savoir si le président Abdelaziz Bouteflika pourra briguer un troisième mandat (ce qui nécessiterait d'amender la Constitution). Le ministre de l'intérieur algérien s'est à ce sujet attiré de virulentes critiques de la part du quotidien El Watan, pour avoir laissé entendre que derrière les terroristes se trouveraient certains partis qui refusent de voir le président briguer ce mandat, ce qui peut viser les terroristes islamistes comme les partis démocratiques d'opposition. Agissant de la sorte, il « désign[erait] à la vindicte populaire tous ceux qui oseraient défendre le principe démocratique de l’alternance au pouvoir et le strict respect de la Constitution. »
Par ailleurs, le fait que ces attentats coïncident, à quelques jours près, avec la visite du président français Nicolas Sarkozy, n'est peut-être pas dû au hasard.
Enfin, selon l'universitaire Mathieu Guidère, les terroristes chercheraient par ces attentats à « créer un sentiment d’insécurité par des actions à répétition afin de faire fuir les (investisseurs) étrangers. » Conscients de leur incapacité à s'opposer frontalement au régime, ils auraient été amenés à adopter une « stratégie indirecte de la terreur. »

## Déroulement
Une première voiture piégée a frappé un bus de transport d'étudiants à Ben Aknoun, sur les hauteurs d'Alger, devant le Conseil constitutionnel et à proximité de la Cour suprême. Une seconde voiture conduite par un kamikaze a explosé devant la représentation de l'Organisation des Nations unies dans le quartier résidentiel de Hydra, qui abrite également les ministères de l'Énergie et des Mines, ainsi que plusieurs Ambassades, chancelleries et résidences diplomatiques.
Quelques heures après les attentats, dans un communiqué publié sur un site internet terroriste Al-Qaïda au Maghreb islamique (AQMI) (anciennement Groupe islamique armé) a revendiqué le double attentat, destiné à « défendre la nation de l'islam et humilier les croisés et leurs agents, les esclaves des États-Unis et les fils de France », ainsi qu'à faire « voler en éclats la légende selon laquelle le noyau dur de notre groupe a été détruit. » Le mode opératoire de ces attentats est identique à celui observé lors des attentats d'Alger du 11 avril 2007, et confirme la nouvelle orientation du GSPC, qui calque désormais ses actions sur le modèle des attentats-suicides perpétrés en Irak.
Selon le bilan officiel algérien, l'attentat fait 37 morts et au moins 177 blessés,,,, cependant des sources médicales évoquent 62  à   72 morts.

## Enquête
Le véhicule qui explosa devant le Conseil constitutionnel était conduit par Larbi Charef, 30 ans, vivant à Aïn Naâdja, une banlieue au sud-est d'Alger. Il avait été arrêté en 2004 pour « soutien au terrorisme » et condamné à la prison dont il sortit en 2006.
Le véhicule qui explosa devant le siège du HCR était conduit par Brahim Chebli, 64 ans (ce qui en fait un exemple atypique, qui ne correspond pas aux critères habituellement observés chez les auteurs d'attentats-suicides, qui sont généralement des hommes jeunes), ancien sympathisant du FIS qui rejoignit le GIA en 1996 avant d'intégrer le GSPC.

## Réactions internationales
L'ampleur de ces attaques est telle que leur retentissement est planétaire, à l'instar des attentats d'avril.
- ONU : Le Secrétaire général de l'Organisation des Nations unies, Ban Ki-moon, a fermement condamné les attaques terroristes. « Les mots ne peuvent exprimer mes sentiments de stupeur, d'indignation et de colère après l'attaque terroriste contre la mission de l'ONU à Alger ».
- Brésil : Le président Luiz Inácio Lula da Silva a adressé au président algérien un message de solidarité dans lequel il transmettait « la solidarité du peuple et du gouvernement du Brésil ».
- États-Unis : le président américain George W. Bush a condamné les attaques et déclaré « qu'il sympathisait avec les Algériens ».
- France : le président français Nicolas Sarkozy, en conversation avec le président algérien Abdelaziz Bouteflika, a condamné les attentats et les a qualifiés de « barbares ».
- Royaume-Uni : Le ministre des Affaires étrangères du Royaume-Uni, David Miliband, a qualifié ces attaques de « terrible atrocité » et a offert « toute aide possible » au gouvernement algérien.
- Russie : Le porte-parole du ministère des Affaires étrangères, a déclaré « La Russie affirme son soutien et sa solidarité avec l'Algérie amie dans la lutte contre l'extrémisme et le terrorisme ».
- Union européenne : la présidence de l'UE a fermement condamné les attaques terroristes et a exprimé ses condoléances et sa solidarité avec les familles des victimes.